# Andorra Challenger 1994
L'Andorra Challenger 1994 è stato un torneo di tennis facente parte della categoria ATP Challenger Series nell'ambito dell'ATP Challenger Series 1994. Il torneo si è giocato a Andorra in Andorra dal 12 al 18 dicembre 1994 su campi in cemento indoor.

## Vincitori

### Singolare
Paul Wekesa ha battuto in finale  Cristiano Caratti 6-4, 7-5

### Doppio
Anders Järryd /  Mikael Tillström hanno battuto in finale  Greg Rusedski /  Paul Wekesa 7-6, 6-3